# 马尼 (上莱茵省)
马尼（法語：Magny，法語發音：[maɲi] ⓘ）是法国上莱茵省的一个市镇，位于该省西南部，属于阿尔特基什区。

## 地理
马尼（47°36'16"N, 7°3'12"E）面积4.3 平方千米，位于法国大東部大區上莱茵省，该省份为法国东部内陆省份，是阿尔萨斯的一部分，今与下莱茵省组成了阿尔萨斯欧洲集体，其北临下莱茵省，西接孚日省，西南接贝尔福地区省，东侧沿莱茵河与德国相望，南与瑞士接壤。
与马尼接壤的市镇（或旧市镇、城区）包括：瓦尔迪约-吕特朗、旧蒙特勒、新蒙特勒、罗马尼、大沙瓦讷。
马尼的时区为UTC+01:00、UTC+02:00（夏令时）。

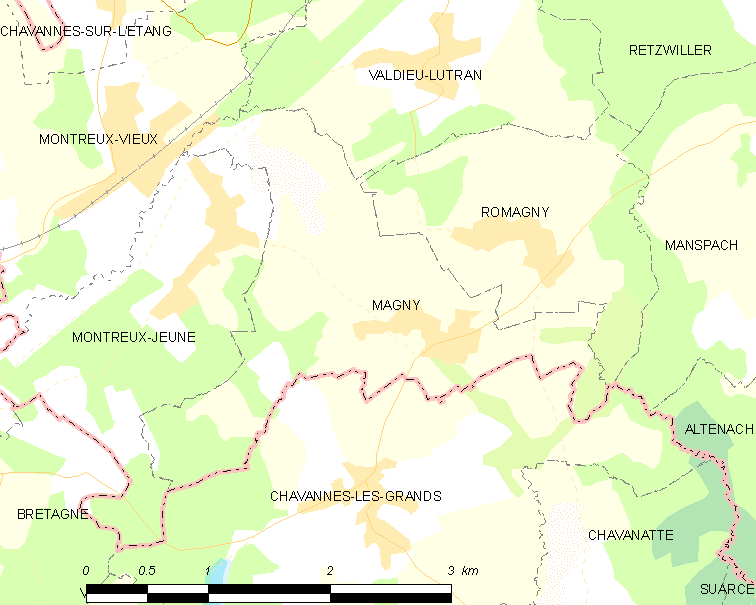
马尼的OSM定位图

## 行政
马尼的邮政编码为68210，INSEE市镇编码为68196。

## 政治
马尼所属的省级选区为马斯沃-尼德布吕克县。

## 人口

1962-2008年间马尼人口变化图示

马尼于2022年1月1日时的人口数量为286人。